# Первая лига Латвии по футболу 2011
Чемпиона́т Пе́рвой ли́ги Ла́твии по футбо́лу 2011 го́да (латыш. 2011. gada Pirmās līgas čempionāts futbolā) — 20-й сезон Первой лиги Латвии по футболу, который прошёл с 29 апреля по 6 ноября 2011 года.

## Команды — участницы

### Изменения
По итогам сезона 2010 года из Первой лиги в Высшую лигу квалифицировались футбольные клубы:
- «Гулбене 2005» — 1-е место в турнирной таблице (64 очков)
- «Юрмала» — 2-е место в турнирной таблице (46 очко), замена футбольного клуба «Транзит»[1][2]

Из Высшей лиги 2010 в Первую лигу выбыли футбольные клубы:
- «Транзит» — 9-е место в турнирной таблице (19 очков), заявление о добровольном выходе из Высшей лиги[1], реорганизован в «Вентспилс-2»[2][3]
- «Яуниба» — 10-е место в турнирной таблице (16 очков)
- «Блазма» — заявление о добровольном выходе из Высшей лиги[4][5], реорганизован в «ДЮСШ Резекне»[6][7]

Из Второй лиги 2010 в Первую лигу квалифицировались футбольные клубы:
- «Варавиксне» — 1-е место в квалификации
- «Огре/ФК 33» — 2-е место в квалификации

Первую лигу покинули футбольные клубы:
- «Кулдига» — 12-е место в турнирной таблице (4 очка)
- «Яуниба» — заявление о добровольном выходе из Первой лиги (команда вылетела из Высшей лиги 2010, заняв последнее 10-е место)[8][9]

Место команды «Даугава/РФШ» (Рига) заняла команда «Рижская футбольная школа».
Команда «Даугава-2» из Даугавпилса сменила название на «Даугава».

### Стадионы
| Клуб                     | Город      | Стадион                                 | Вместимость | Главный тренер     |
| ------------------------ | ---------- | --------------------------------------- | ----------- | ------------------ |
| Ауда                     | Кекава     | «Ауда»                                  | 520         | Игорь Степанов     |
| Валмиера                 | Валмиера   | Стадион имени Яниса Далиньша            | 2 000       | Гатис Эрглис       |
| Варавиксне               | Лиепая     | «Даугава» (рез. п.)                     | 1 200       | Дмитрий Калашников |
| Вентспилс-2              | Вентспилс  | Стадион 2-й основной школы              | 500         | Игорь Кичигин      |
| Даугава                  | Даугавпилс | «Эспланада»                             | нет трибун  | Кирилл Курбатов    |
| ДЮСШ Резекне             | Резекне    | Стадион Управления спорта               | 978         | Жанис Арманис      |
| Елгава-2                 | Елгава     | Земгальский Олимпийский центр (рез. п.) | 300         | Каспарс Тилтиньш   |
| Металлург-2              | Лиепая     | «Олимпия»                               | 1 200       | Янис Интенберг     |
| МЕТТА/ЛУ                 | Рига       | «Аркадия» (рез. п.)                     | 250         | Андрис Рихертс     |
| Огре/ФК 33               | Огре       | Городской стадион                       | 2 500       | Янис Цирулис       |
| Рижская футбольная школа | Рига       | «Аркадия»                               | 432         | Сергей Семёнов     |
| Спартак                  | Юрмала     | «Слока»                                 | 2 500       | Артур Шкетов       |
| Тукумс 2000/ТСШ          | Тукумс     | Городской стадион                       | 1 000       | Артём Грудцин      |

## Турнирная таблица
| М  | Команда                  | И  | В  | Н | П  | Мячи     | ±    | О  | Примечания               |
| -- | ------------------------ | -- | -- | - | -- | -------- | ---- | -- | ------------------------ |
| 1  | МЕТТА/ЛУ                 | 24 | 17 | 5 | 2  | 61 − 14  | +47  | 56 | Переход в Высшую лигу    |
| 2  | Металлург-2              | 24 | 17 | 2 | 5  | 87 − 30  | +57  | 53 |                          |
| 3  | Спартак                  | 24 | 16 | 4 | 4  | 74 − 21  | +53  | 52 | Переходные матчи         |
| 4  | Рижская футбольная школа | 24 | 16 | 3 | 5  | 68 − 25  | +43  | 51 |                          |
| 5  | Варавиксне               | 24 | 12 | 3 | 9  | 56 − 39  | +17  | 39 |                          |
| 6  | Вентспилс-2              | 24 | 9  | 7 | 8  | 45 − 32  | +13  | 34 |                          |
| 7  | ДЮСШ Резекне             | 24 | 9  | 3 | 12 | 41 − 51  | −10  | 30 |                          |
| 8  | Даугава                  | 24 | 8  | 5 | 11 | 37 − 57  | −20  | 29 |                          |
| 9  | Валмиера                 | 24 | 9  | 1 | 14 | 33 − 49  | −16  | 28 |                          |
| 10 | Ауда                     | 24 | 8  | 4 | 12 | 35 − 48  | −13  | 28 |                          |
| 11 | Тукумс 2000/ТСШ          | 24 | 5  | 7 | 12 | 35 − 54  | −19  | 22 |                          |
| 12 | Елгава-2                 | 24 | 5  | 5 | 14 | 30 − 60  | −30  | 20 |                          |
| 13 | Огре/ФК 33               | 24 | 0  | 1 | 23 | 19 − 150 | −131 | 1  | Выбывание во Вторую лигу |

И — игры, В — выигрыши, Н — ничьи, П — проигрыши, Мячи — забитые и пропущенные голы, ± — разница голов, О — очки

Команды, помеченные курсивом, принимают участие в Первой лиге вне конкурса, так как являются дублёрами клубов Высшей лиги.

## Результаты матчей
| Дома \ На выезде | АУД | ВАЛ | ВАР | ВЕ2  | ДАУ | РЕЗ | ЕЛ2 | МЕ2 | МЕТ | ОГР  | РФШ | СПА | ТУК |
| ---------------- | --- | --- | --- | ---- | --- | --- | --- | --- | --- | ---- | --- | --- | --- |
| Ауда             |     | 1:3 | 1:1 | 1:4  | 1:0 | 3:1 | 0:0 | 1:4 | 2:4 | 4:0  | 1:1 | 1:2 | 2:1 |
| Валмиера         | 0:2 |     | 0:3 | 0:0  | 1:2 | 2:1 | 1:0 | 1:0 | 0:2 | 2:0  | 0:1 | 0:1 | 6:0 |
| Варавиксне       | 2:1 | 6:0 |     | 1:2  | 2:0 | 2:0 | 1:1 | 1:2 | 1:2 | 11:1 | 2:1 | 1:2 | 2:1 |
| Вентспилс-2      | 1:3 | 2:1 | 2:1 |      | 2:0 | 2:1 | 3:0 | 1:1 | 0:0 | 4:1  | 1:1 | 1:3 | 3:3 |
| Даугава          | 1:3 | 4:2 | 3:2 | 1:1  |     | 1:3 | 2:0 | 1:2 | 0:3 | 6:0  | 1:5 | 2:1 | 1:1 |
| ДЮСШ Резекне     | 2:0 | 3:1 | 3:2 | 3:2  | 1:1 |     | 1:1 | 1:2 | 1:2 | 3:1  | 0:2 | 1:1 | 3:2 |
| Елгава-2         | 0:0 | 3:4 | 2:3 | 3:1  | 0:3 | 1:5 |     | 0:8 | 1:3 | 6:3  | 2:4 | 0:3 | 4:2 |
| Металлург-2      | 4:0 | 3:1 | 4:5 | 3:0  | 7:2 | 5:1 | 5:0 |     | 2:0 | 15:1 | 1:3 | 1:1 | 5:0 |
| МЕТТА/ЛУ         | 1:0 | 7:0 | 1:1 | 1:0  | 2:0 | 3:0 | 2:0 | 4:0 |     | 4:1  | 0:0 | 1:2 | 1:1 |
| Огре/ФК 33       | 1:8 | 1:5 | 1:2 | 1:13 | 1:1 | 2:7 | 1:4 | 1:9 | 0:8 |      | 0:4 | 2:3 | 0:3 |
| Рижская ФШ       | 5:0 | 4:1 | 3:2 | 2:0  | 2:4 | 9:0 | 0:1 | 0:2 | 1:3 | 9:0  |     | 2:0 | 4:1 |
| Спартак          | 7:0 | 1:2 | 6:1 | 1:0  | 4:0 | 3:0 | 5:0 | 5:0 | 1:1 | 12:0 | 1:2 |     | 8:1 |
| Тукумс 2000/ТСШ  | 3:0 | 2:0 | 0:1 | 0:0  | 1:1 | 1:0 | 1:1 | 0:2 | 0:6 | 8:0  | 2:3 | 1:1 |     |

1. ↑  Результат матча «Елгава-2» — «Даугава» (4:1) был аннулирован, а клубу «Елгава-2» было засчитано техническое поражение за участие в матче дисквалифицированного футболиста[10][11].
2. ↑  Результат матча «Елгава-2» — «Спартак» (1:3) был аннулирован, а клубу «Елгава-2» было засчитано техническое поражение за участие в матче дисквалифицированного футболиста[12].

## Лучшие бомбардиры
| #   | Футболист        | Команда                      | Голы    |
| --- | ---------------- | ---------------------------- | ------- |
| 1   | Вугар Аскеров    | Варавиксне/Металлург-2       | 19 (3)* |
| 2   | Виктор Курма     | Рижская футбольная школа     | 18 (1)* |
| 3   | Наурис Добелис   | Варавиксне                   | 15      |
| 4   | Юрий Вишняков    | МЕТТА/Латвийский университет | 14      |
| 5—6 | Марис Ясвин      | Даугава                      | 131     |
| 5—6 | Эрик Пунцулс     | Металлург-2                  | 13      |
| 7   | Даниэль Буйтраго | Спартак                      | 12      |
| 8   | Дмитрий Кузьмин  | Тукумс 2000/ТСШ              | 12 (3)* |
| 9   | Дмитрий Силов    | ДЮСШ Резекне                 | 12 (4)* |

* из них с пенальти.

1 Марис Ясвин забил гол в матче «Елгава-2» — «Даугава» (4:1), но впоследствии результат матча был аннулирован.

## Рекорды сезона
- Самая крупная победа хозяев (+14):
  - 16/10/2011 «Металлург-2» — «Огре/ФК 33» 15:1
- Самая крупная победа гостей (+12):
  - 11/09/2011 «Огре/ФК 33» — «Вентспилс-2» 1:13
- Наибольшее число голов в одном матче (16):
  - 16/10/2011 «Металлург-2» — «Огре/ФК 33» 15:1

## Техническое оснащение команд
| Бренд  | # | Клубы                                              |
| ------ | - | -------------------------------------------------- |
| Adidas | 4 | Вентспилс-2, ДЮСШ Резекне, Огре/ФК 33, Металлург-2 |
| Erreà  | 3 | Варавиксне, Даугава, Тукумс 2000                   |
| Macron | 3 | Ауда, Валмиера, Елгава-2                           |
| Nike   | 2 | МЕТТА/ЛУ, Рижская футбольная школа                 |
| Masita | 1 | Спартак                                            |

## Арбитры чемпионата
| Судья               | Город      | Матчей | Предупреждений | Удалений (прямых) | Пенальти |
| ------------------- | ---------- | ------ | -------------- | ----------------- | -------- |
| Александр Ануфриев  | Рига       | 5      | 17             | 1 (0)             | 1        |
| Евгений Васюков     | Рига       | 15     | 59             | 2 (2)             | 8        |
| Владимир Винокуров  | Илуксте    | 2      | 6              | 0                 | 0        |
| Александр Голубев   | Рига       | 8      | 40             | 2 (0)             | 3        |
| Вадим Директоренко  | Рига       | 2      | 3              | 0                 | 1        |
| Артур Егоров        | Лиепая     | 13     | 35             | 3 (2)             | 5        |
| Илья Иванов         | Рига       | 12     | 45             | 1 (1)             | 3        |
| Марек Кере          | Тукумс     | 15     | 56             | 3 (2)             | 5        |
| Дмитрий Наливайко   | Рига       | 16     | 47             | 4 (1)             | 4        |
| Виталий Поляков     | Рига       | 18     | 74             | 4 (3)             | 6        |
| Гиртс Сарма         | Рига       | 14     | 57             | 2 (1)             | 3        |
| Андрей Сипайло      | Даугавпилс | 1      | 0              | 0                 | 0        |
| Виталий Спасёнников | Рига       | 12     | 34             | 3 (2)             | 1        |
| Андрис Трейманис    | Кулдига    | 1      | 3              | 0                 | 1        |
| Ивар Цауне          | Илуксте    | 10     | 35             | 4 (0)             | 4        |
| Вадим Черников      | Рига       | 4      | 6              | 0                 | 0        |
| Владимир Штейнберг  | Рига       | 8      | 27             | 0                 | 1        |

- Лучшим главным судьёй был признан Виталий Спасёнников (Рига).
- Лучшими ассистентами были признаны Вадим Ляшенко и Никлавс Лацис (оба — Рига).

## Факты
- В игре 7-го тура «Варавиксне» — «ДЮСШ Резекне» (4 июня, 2:0) в составе гостей в качестве полевого игрока играл вратарь Анатолий Истранкин[14].
- На 52-й минуте игры 7-го тура «Тукумс 2000/ТСШ» — «Даугава» (5 июня, 1:1) за оскорбление судейской бригады (главный судья — Артур Егоров) из технической зоны был удалён главный тренер «Даугавы» Кирилл Курбатов[15].
- В игре 13-го тура «Огре/ФК 33» — «Спартак» (6 августа, 2:3) в составе хозяев в качестве вратаря играл полевой игрок (защитник) Рудолфс Сейлис.
- Игра 14-го тура «Валмиера» — «Елгава-2» (14 августа, 1:0) на 27-й минуте была прервана на 20 минут, так как из-за дождя поля было залито водой[16].
- В игре 22-го тура «Огре/ФК 33» — «МЕТТА/ЛУ» (9 октября, 0:8) в составе хозяев в качестве вратаря играл полевой игрок (защитник) Рудолфс Сейлис.
- В игре 23-го тура «Металлург-2» — «Огре/ФК 33» (16 октября, 15:1) в составе гостей в качестве полевого игрока играл вратарь Сергей Лаурис Тауриньш.
- На 83-й минуте игры 23-го тура «Ауда» — «ДЮСШ Резекне» (16 октября, 3:1) за вмешательство в работу арбитра Ильи Иванова из технической зоны был удалён президент и тренер «Ауды» Юрис Горкш.
- В игре 25-го тура «Огре/ФК 33» — «ДЮСШ Резекне» (29 октября, 2:7) в составе хозяев в качестве полевого игрока играл вратарь Сергей Лаурис Тауриньш, а в составе гостей в качестве полевого игрока играл вратарь Айгар Селецкий, который забил три гола.
- В качестве самого результативного игрока был награждён Виктор Курма (Рижская футбольная школа, 18 голов)[17], т.к. ЛФФ не учитывала голы Вугара Аскерова за «Металлург-2»[18].